# Paul-Bernd Spahn

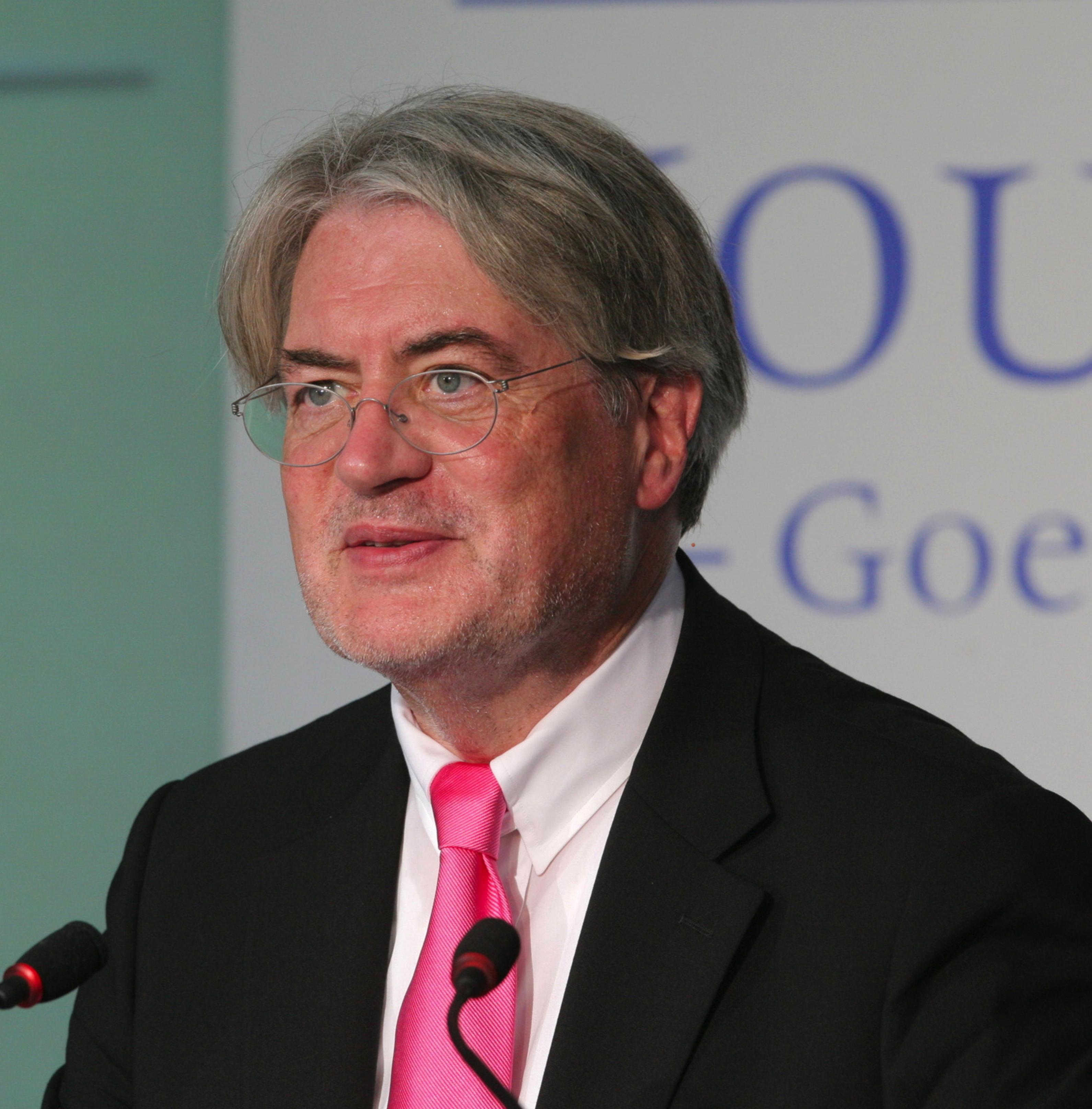
Paul Bernd Spahn (2008), Tijdens de inhuldiging van het Huis van Financiën, Frankfurt

Paul-Bernd Spahn (Darmstadt, 17 oktober 1939 – 30 mei 2025) was een Duitse hoogleraar in de openbare financiën aan de Universiteit van Frankfurt.
Spahn was adviseur voor onder andere de Verenigde Naties, de Wereldbank, Europese Commissie, Internationaal Monetair Fonds, Raad van Europa en het Europees Parlement. Hij was de auteur van een studie On the feasibility of a Currency Transaction Tax, die grote aandacht heeft getrokken. Zijn voorstel, de Spahntaks, is een variant op de Tobintaks  of financiële transactietaks (FTT). Hij wijzigde de suggestie van James Tobin door twee tarieven voor te stellen bij de belasting op valutatransacties: een laag tarief (misschien zelfs een nultarief) in tijden van normale wisseloperaties en een hogere taks (tot 80% en meer) voor periodes van hoge volatiliteit van een munt.
Spahn, die in 2005 met emeritaat ging, overleed op 85-jarige leeftijd.